# Urząd Trave-Land
Urząd Trave-Land (niem. Amt Trave-Land) – urząd w Niemczech w kraju związkowym Szlezwik-Holsztyn, w powiecie Segeberg. Siedziba urzędu znajduje się w mieście Bad Segeberg.
W skład urzędu wchodzi 27 gmin:
| 1. Bahrenhof 2. Blunk 3. Bühnsdorf 4. Dreggers 5. Fahrenkrug 6. Geschendorf 7. Glasau 8. Groß Rönnau 9. Klein Gladebrügge 10. Klein Rönnau 11. Krems II 12. Negernbötel 13. Nehms 14. Neuengörs | 1. Pronstorf 2. Rohlstorf 3. Schackendorf 4. Schieren 5. Seedorf 6. Stipsdorf 7. Strukdorf 8. Travenhorst 9. Traventhal 10. Wakendorf I 11. Weede 12. Wensin 13. Westerrade |